# Parque Estadual Serra de Santa Bárbara
Parque Estadual Serra de Santa Bárbara é um parque estadual no estado de Mato Grosso, Brasil. Ele preserva um ambiente único onde a floresta amazônica, o pantanal e o cerrado se encontram e possui muitas espécies endêmicas ou ameaçadas de extinção.

## História
O Parque Estadual da Serra de Santa Bárbara foi criado pelo decreto 1.797, de 4 de novembro de 1997, com uma área de cerca de 120.092 hectares para proteger uma amostra representativa dos ecossistemas existentes e fornecer uma área com oportunidades de uso controlado pelo público. A lei 7.165, de 23 de agosto de 1999, confirmou o decreto. O plano de gestão foi aprovado em 11 de dezembro de 2008. O conselho consultivo foi criado em 15 de dezembro de 2014.

## Geografia
O Parque Estadual Serra de Santa Bárbara é dividido entre os municípios de Porto Esperidião (27,13%) e Pontes e Lacerda (72,87%) no estado do Mato Grosso. Tem uma área de 120.092 hectares e está no Vale do Guaporé, entre os estados de Mato Grosso e Rondônia, ao norte da fronteira com a Bolívia. Abrange parte da Serra de Santa Bárbara, incluindo a Serra do Monte Cristo, o ponto mais alto do estado a 1.023 metros acima do nível do mar.
O parque fica na Reserva da Biosfera do Pantanal, que também inclui os parques nacionais do Pantanal, Chapada dos Guimarães, Emas e Serra da Bodoquena, além dos parques estaduais das Nascentes do Rio Taquari e Pantanal do Rio Negro. Os rios Gomalina, Alegre e Aguapeí crescem no parque. A rodovia MT-473 segue a oeste do parque, enquanto a rodovia MT-265 segue ao sul. Existem vários sítios arqueológicos dos períodos pré-colonial e colonial.

### Meio ambiente
A Serra de Santa Bárbara possui um dos mais diversos ecossistemas do estado, abrangendo uma área de transição entre a floresta amazônica, o cerrado e o pantanal. Os tipos de floresta incluem florestas estacionais semidecíduas, a transição destes para o cerrado, o cerrado propriamente dito e a transição para campos rochosos e formações pantaneiras. Nas regiões pantanosas existem grandes variações sazonais, com a maior parte da área inundada na estação chuvosa. No entanto, a maior parte da vegetação no parque é de cerrado. As áreas da floresta amazônica fornecem ilhas e abrigos para animais durante as enchentes. A fauna é muito rica e inclui espécies endêmicas ou ameaçadas de extinção, como a preguiça (Choloepus didactylus), o tamanduá (Tamandua tetradactyla), a onça-pintada (Panthera onca), o boto-cor-de-rosa (Inia geoffrensis) e o tucuxi (Sotalia fluviatilis).
Ameaças incluem incêndios, extração ilegal de madeira e o avanço da agricultura ao redor do parque. Em 2005, cerca de 3,7% do parque havia sido desmatado, dos quais 19 quilômetros quadrados haviam sido desmatados antes da criação em 1997 e 25 quilômetros quadrados haviam sido desmatados desde então. Em 2010, foi descoberto um esquema em que títulos fraudulentos de terras do parque emitidos pelo Instituto Nacional de Colonização e Reforma Agrária (Incra) estavam sendo vendidos aos agricultores, que desde então reivindicavam indenização.